# 高唐文庙
高唐文庙，位于山东省聊城市高唐县北湖路南首西侧，是中华人民共和国山东省文物保护单位之一。
2006年12月7日，授予山东省文物保护单位，是一座古建筑。